# Besna kobila
Die Besna kobila (kyrillisch Бесна кобила; deutsch Zornige Stute) ist ein 1922 Meter hoher Berg im südostserbischen Hochland. Er befindet sich etwa 20 km östlich von Vranje nahe der bulgarischen Grenze. Auf dem Gipfel befindet sich ein Sendeturm des staatlichen serbischen Rundfunks. 